# Omertà (album)
| Recensione    | Giudizio |
| ------------- | -------- |
| Sputnik Music | [ 2 ]    |
| About.com     | [ 3 ]    |

Omertà è l'album di debutto del supergruppo heavy metal statunitense Adrenaline Mob, pubblicato il 13 marzo 2012.

## Tracce
1. Undaunted – 4:44
2. Psychosane – 4:37
3. Indifferent – 4:30
4. All on the Line – 4:20
5. Hit the Wall – 6:32
6. Feelin' Me – 3:55
7. Come Undone (feat. Lzzy Hale) (cover dei Duran Duran) – 4:50
8. Believe Me – 3:59
9. Down to the Floor – 3:33
10. Angel Sky – 4:25
11. Freight Train – 4:13

## Formazione
- Russell Allen - voce
- Mike Orlando - chitarra, basso
- Mike Portnoy - batteria

## Classifiche
| Classifica         | Posizione massima |
| ------------------ | ----------------- |
| Billboard 200      | 70                |
| Hard Rock Albums   | 5                 |
| Independent Albums | 13                |
| Top Rock Albums    | 20                |
| Tastemakers Albums | 5                 |